# Samostan Marijin dom na Palama
Samostan Marijin dom je bio rimokatolički samostan redovnica Kćeri Božje ljubavi na Palama.

## Povijest
Samostan su osnovale sestre Družbe Kćeri Božje ljubavi koje su došle u Sarajevo na poziv nadbiskupa dr. Josipa Stadlera 1882. godine. Redovnice je osobno dovela utemeljiteljica Družbe Franziska Lechner. Tridesetak godina poslije, otvorile su na obližnjim Palama samostan Marijin dom,srpnja 1911. godine.
Te je 1911. uprava Zavoda sv. Josipa u Sarajevu povoljno kupila na Palama vilu u tirolskom stilu i kompleks dobro uređene crnogorične šume. Kući su nadjenuli ime Marijin dom. Dogradili su joj kapelicu posvećenoj Majci Divnoj. U blizini vile sagrađena je drvena kuća u kojoj je bila smještena osnovna škola.
U početnim zamislima samostan je trebao biti oaza za oporavak bolesnih sestara i nastavnica iz Zavoda sv. Josipa u Sarajevu. Vremenom se pokazao kao iznimna dobrotvorna ustanova, jer je činio dobra djela svima koji su pokucali na vrata ovog samostana, osobito prema susjedima pravoslavcima. Zbog toga je samostan došao na glas "gostinjca siromaha". Sestre ovog samostana su prije Drugog svjetskog rata prosvjetno, socijalno i karitativno djelovale u ovom mjestu i ovoj župi.
Nedaleko od župne crkve sv. Josipa Radnika na Palama gdje su sestre rado išle na misu, nalazi se imanje sestara Kćeri Božje ljubavi na Kalovitim brdima. Ondje su četnici 11. prosinca 1941. godine spalili samostan Marijin dom i osnovnu školu sestara Kćeri Božje ljubavi. Pet sestara tog samostana odveli su i mučki ubili. Poslije su postale poznate kao Drinske mučenice.

## Vanjske poveznice
- Drinske mučenice s. M. Slavica Buljan, FDC: Sestarska zajednica na Palama